# Catasticta lycurgus
Catasticta lycurgus är en fjärilsart som först beskrevs av Frederick DuCane Godman och Osbert Salvin 1880.  Catasticta lycurgus ingår i släktet Catasticta och familjen vitfjärilar. Inga underarter finns listade i Catalogue of Life.